# Asplenium ruwenzoriense
Asplenium ruwenzoriense är en svartbräkenväxtart som beskrevs av Bak. Asplenium ruwenzoriense ingår i släktet Asplenium och familjen Aspleniaceae. Inga underarter finns listade.